# クロウウィング郡 (ミネソタ州)
クロウウィング郡（英: Crow Wing County）は、アメリカ合衆国ミネソタ州の郡である。人口は6万6123人（2020年）。郡庁所在地はブレイナードであり、同郡で人口最大の都市である。

## 歴史
クロウウィング郡は1857年5月23日に設立され、1879年3月3日に組織化された。郡名はクロウウィング川から採られ、その川はカラスの羽のような形をした川中の島から名前を得ていた。
郡が形作られ命名された時の20年以上前に、ミシシッピ川東岸のクロウウィング川が注ぐ地点の反対側に交易拠点が設立された。1837年、クロウウィング川合流点の北に面する地点に再度、毛皮交易業者の拠点があった。その数年後、そこはインディアンとの交易中止インとなり、地域のための雑貨屋があった。1866年までにその村には約600人の白人とチッペワ族インディアンがいた。
ミシシッピ川西岸にある現クロウウィング郡の領域が、1887年2月18日に州議会によってカス郡から譲渡され、郡領域は2倍になった。
1870年にブレイナード郡区が設立されたが、このときノーザン・パシフィック鉄道の調査でミシシッピ川の渡河点がブレイナードに決められた。ブレイナードは1881年11月19日に市になった。この市名はノーザン・パシフィック鉄道会社の初代社長J・グレゴリー・スミスの妻の名前を採ったものだった。ブレイナード・スミスは小説、紀行文などを著していた。
ノーザン・パシフィック鉄道は1871年3月11荷に最初の特別列車をブレイナードの町に走らせ、定期旅客便の運行は翌9月に始められた。ソークラピッズを経由するツィンシティーズからの旅客列車は1877年11月1日が初便だった。間もなく元交易拠点だったクロウウィングの町はブレイナードに追い越された。
| 年     | 民主党        | 共和党        |
| ------ | ------------- | ------------- |
| 2008年 | 45.10% 15,859 | 52.80% 18,567 |
| 2004年 | 41.75% 14,005 | 56.96% 19,106 |
| 2000年 | 40.01% 11,255 | 53.45% 15,035 |

## 地理
アメリカ合衆国国勢調査局に拠れば、郡域全面積は1,156.56平方マイル (2,995.5 km2)であり、このうち陸地996.57平方マイル (2,581.1 km2)、水域は160.00平方マイル (414.4 km2)で水域率は13.83%である。

### 地形
クロウウィング郡には、クロウウィング州立の森とエミリー州立の森という2つの州有林がある。ミシシッピ川上流盆地にはカユナ湖州立道もある。この地域の地形は穏やかにうねっているところから平坦なところまであり、風景を支配する森林地の間に水域や湿地がある。野生生物も豊富にいる。観光客はオジロジカ、ワタオウサギ、ユキグツウサギ、アライグマ、アカギツネ、ハイイロギツネ、コヨーテ、ミンク、マスクラット、リス、ビーバーを見ることができる。ときにはアメリカグマを見られることもある。ハクトウワシやミサゴがよく現れ、郡内の湿地や湖に豊富にある水域には多くの種類の水鳥がいる。
郡内には湖や川が多い。主たる川がクロウウィング川だが、他にも多くの小さな水流がある。湖として認識されるものは417ある。その最大のものは面積9,419エーカー (38.12 km2) のガル湖である。

### スーパーファンド指定地域と環境破壊
クロウウィング郡にはアメリカ合衆国環境保護庁がスーパーファンド適用を指定するバーリントン北部（ブレイナード・バクスター）地域がある。この地域はブレイナードとバクスター両市の間にあり、バーリントン・ノーザン鉄道の枕木処理工場があった。枕木処理工程から出された汚染水が2つの浅く、縁が自然のままの池に送られた。これが汚泥となり、土壌と地下水を発がん性のあるクレオソート油と多環芳香族炭化水素で汚染させた。

### 主要高規格道路
- ミネソタ州道6号線
- ミネソタ州道18号線
- ミネソタ州道25号線
- ミネソタ州道210号線
- ミネソタ州道309号線
- ミネソタ州道371号線

### 隣接する郡
- エイキン郡 - 北東
- ミルラクス郡 - 南東
- モリソン郡 - 南西
- カス郡 - 北西、北

## 人口動態

2000人口ピラミッド

以下は2000年国勢調査による人口統計データである。
| 基礎データ - 人口: 55,099人 - 世帯数: 22,250 世帯 - 家族数: 15,174 家族 - 人口密度: 21人/km2（55人/mi2） - 住居数: 33,483軒 - 住居密度: 13軒/km2（34軒/mi2） 人種別人口構成 - 白人: 97.64% - アフリカン・アメリカン: 0.31% - ネイティブ・アメリカン: 0.78% - アジア人: 0.28% - 太平洋諸島系: 0.01% - その他の人種: 0.20% - 混血: 0.78% - ヒスパニック・ラテン系: 0.69% 先祖による構成 - ドイツ系：32.5% - ノルウェー系：16.4% - スウェーデン系：9.4% - アイルランド系：6.2% - ポーランド系：5.2% 年齢別人口構成 - 18歳未満: 24.8% - 18-24歳: 8.1% - 25-44歳: 25.6% - 45-64歳: 24.4% - 65歳以上: 17.1% - 年齢の中央値: 39歳 - 性比（女性100人あたり男性の人口） - 総人口: 96.8 - 18歳以上: 94.5 | 世帯と家族（対世帯数） - 18歳未満の子供がいる: 30.2% - 結婚・同居している夫婦: 56.7% - 未婚・離婚・死別女性が世帯主: 8.0% - 非家族世帯: 31.84% - 単身世帯: 26.4% - 65歳以上の老人1人暮らし: 11.7% - 平均構成人数 - 世帯: 2.43人 - 家族: 2.93人 収入と家計 - 収入の中央値 - 世帯: 37,589米ドル - 家族: 44,847米ドル - 性別 - 男性: 33,838米ドル - 女性: 22,896米ドル - 人口1人あたり収入: 19,174米ドル - 貧困線以下 - 対人口: 9.8% - 対家族数: 6.5% - 18歳未満: 11.4% - 65歳以上: 9.9% |

## 都市と郡区
| 都市 | 郡区 | 郡区 | 未編入の町                                | ゴーストタウン           |
| --- | --- | --- | ----------------------------------------- | ------------------------ |
| - ブレイナード - 郡庁所在地 - バクスター - ブリージーポイント - クロスビー - クロスレイク - カユナ - ディアウッド - エミリー - フィフティレイクス - フォートリプリー - ガリソン - アイアントン - ジェンキンス - マンハッタンビーチ - ニスワ - ペコーレイクス - リバートン - トロマルド | - ベイレイク - センター - クロウウィング - ダゲットブルック - ディアウッド - フェアフィールド - フォートリプリー - ゲイルレイク - ガリソン - アイデアル - アイアンデール - ジェンキンス - レイクエドワーズ - リトルパイン - ロングレイク | - メイプルグローブ - ミッション - ノーケイレイク - オークローン - ペリカン - ペリーレイク - プラットレイク - ラビットレイク - ルーズベルト - ロスレイク - シブリー - セントマチアス - ティモシー - ウォルフォード | - ディーンレイク - ウェストクロウウィング | - オールドクロウウィング |